# (3154) Grant
(3154) Grant (1984 SO3; 1975 BP; 1979 WD4; 1979 YV5; 1982 JT) ist ein Asteroid des äußeren Hauptgürtels, der am 28. September 1984 vom US-amerikanischen Astronomen Brian A. Skiff am Lowell-Observatorium, Anderson Mesa Station (Anderson Mesa) in der Nähe von Flagstaff, Arizona (IAU-Code 688) entdeckt wurde.

## Benennung
(3154) Grant  wurde nach Ulysses S. Grant (1822–1885), dem 18. Präsident der Vereinigten Staaten (1869 bis 1877). Im Sezessionskrieg war er General, Generalleutnant und Oberbefehlshaber der Vereinigten Staaten. Grant diente während des Mexikanisch-Amerikanischen Kriegs als junger Leutnant und trat danach in das zivile Leben zurück. Nachdem er in mehreren Dutzend Berufen gescheitert war, trat er bei Ausbruch des Bürgerkriegs als Oberst in den Freiwilligendienst ein. Grant eroberte Fort Donelson am Tennessee River und in der Schlacht um Vicksburg Vicksburg am Mississippi River, woraufhin er im Frühjahr 1864 von Präsident Abraham Lincoln (Asteroid (3153) Lincoln) zum General-in-Chief befördert wurde.